# Виера, Фелисиано
Фелисиано Альберто Виера Борхес (исп. Feliciano Alberto Viera Borges; 8 ноября 1872 — 12 ноября 1927) — уругвайский государственный деятель, президент Уругвая (1915—1919).

## Биография
Родился в семье генерала Фелисиано Виера. В 1888 г. он женился на Кармен Гарино Сапелло, у них было 11 детей.
Работал в почтовом отделении и учился в Республиканском университете, получив в 1896 г. статус адвоката.
В 1898 г. был назначен в состав созданного Хуаном Линдольфо Куэстасом Государственного совета и одновременно возглавил департамент Артигас. После восстановления демократических законодательных институтов в 1899 г. избирался в Палату депутатов от Сальто, сенатором от Риверы. C 1906 по 1911 г. был избран президентом Сената.
В 1911—1915 гг. — министр внутренних дел.
В 1915—1919 гг. — президент Уругвая. Во время его президентства было созвано Учредительное собрание, разработавшее Конституцию Уругвая 1918 г., которая стала второй редакцией Основного закона страны; она разделила власть между президентом и специально созданным органом управления — Национальным административным советом. В 1916 г. было закреплено окончательно отделение церкви от государства. Во время его правления произошла «остановка» «батльистских» реформ, названных в честь его предшественника Хосе Батлье-и-Ордоньеса, которые он считал чрезмерными. В 1917 г. в активный период Первой мировой войны его правительство разорвало дипломатические отношения с Германией.
В 1919 г. он становится главой первого Национального административного совета (де-факто правительства страны), органа, который он покинул в 1921 г. из-за разногласий с Батлье-и-Ордоньесом, что побудило его к созданию радикального течения в партии «Колорадо», противостоящего «батльизму».
Его дочь, Петрона Виера, стала известной уругвайской художницей.

## Награды и звания
Большой крест ордена Почётного легиона (1917).